# Усть-Катунь (Бийский район)
Усть-Катунь — посёлок в Бийском районе Алтайского края России. Входит в состав Верх-Катунского сельсовета.

## География
Расположен в 25 км по автодороге к западу от центра сельского поселения, села Верх-Катунское.
Посёлок находится в восточной части Алтайского края, на правом берегу реки Катунь, к югу от города Бийск, административного центра района. Абсолютная высота — 169 метров над уровнем моря.
Климат умеренный, континентальный. Самый холодный месяц — январь (до −54 °C), самый тёплый — июль (до +39 °C). Годовое количество осадков составляет 450—500 мм.

## Население
| 1997 | 1998 | 1999 | 2000 | 2001 | 2002 | 2003 |
| ---- | ---- | ---- | ---- | ---- | ---- | ---- |
| 547  | ↘544 | ↘536 | ↗542 | ↗549 | ↗559 | ↘539 |
| 2004 | 2005 | 2006 | 2007 | 2008 | 2009 | 2010 |
| ↗573 | ↘541 | ↘532 | ↘529 | ↘523 | ↘520 | ↘503 |
| 2011 | 2012 | 2013 |      |      |      |      |
| ↘502 | ↘478 | ↘449 |      |      |      |      |

Согласно результатам переписи 2002 года, в национальной структуре населения русские составляли 99 %.

## Инфраструктура
В посёлке функционируют основная общеобразовательная школа, фельдшерско-акушерский пункт и отделение Почты России.

## Улицы
Уличная сеть посёлка состоит из 10 улиц и 1 переулка.

## Известные жители
- Летуновский, Алексей Михайлович - инженер-строитель, руководитель промышленных предприятий.